# Ashley Roberts
Ashley Roberts (ur. 14 września 1981 w Phoenix) – amerykańska piosenkarka, autorka tekstów, tancerka, choreografka, aktorka, modelka, prezenterka i osobowość telewizyjna, wokalistka zespołu The Pussycat Dolls (2003–2010). 

## Życiorys
Naukę tańca rozpoczęła w wieku trzech lat, pięć lat później podjęła pierwsze lekcje śpiewu. W trakcie wakacji letnich w szkole średniej uczestniczyła w kursach tańca nowoczesnego. Po ukończeniu szkoły przeniosła się na stałe do Los Angeles.
Grała w kilku reklamach i teledyskach. Po sześciu miesiącach, w 2003 została przyjęta do zespołu The Pussycat Dolls. 29 lutego 2010, po siedmiu latach występowania z girlsbandem, opuściła skład grupy wraz z Kimberly Wyatt. Piosenkarka wyznała, że udział w zespole mocno odbił się na jej zdrowiu - była bliska załamania nerwowego, a ponadto zmagała się z egzemą na nogach, półpaścem i wrzodami żołądka. 
W 2012 zajęła drugie miejsce w brytyjskim programie rozrywkowym I’m a Celebrity... Get Me Out of Here. W 2013 została jurorką w brytyjskiej wersji programu Dancing Ice. W 2018 będzie uczestniczyć w szesnastej edycji programu Strictly Come Dancing, będącego brytyjską wersją formatu Dancing with the Stars.

## Wybrana filmografia
- 2008: Just Dance - Tylko taniec! jako Brooke, tancerka w klubie Ruby’s
- 2005: Be Cool jako Pussycat Doll
- 2005: Freddie jako ona sama
- 2004: Gagged in Cocoons!
- 2000: Znajda

## Single
- „Played” (2008)
- „A Summer Place” (2010)
- „All in a Day” (2012)
- „Yesterday” (2012)
- „Clockwork” (2014)
- „Woman Up” (2014)